# Оук Хилс (Пенсилванија)
Оук Хилс (енгл. Oak Hills) насељено је место без административног статуса у америчкој савезној држави Пенсилванија.

## Демографија
По попису из 2010. године број становника је 2.333, што је 2 (-0,1%) становника мање него 2000. године.
| Група             | 2000.         | 2010.         |
| Белци             | 2.285 (97,9%) | 2.243 (96,1%) |
| Афроамериканци    | 11 (0,5%)     | 28 (1,2%)     |
| Азијати           | 10 (0,4%)     | 9 (0,4%)      |
| Хиспаноамериканци | 17 (0,7%)     | 28 (1,2%)     |
| Укупно            | 2.335         | 2.333         |